# بولجا (سنان‌پاشا)
بولجا (به ترکی استانبولی: Bulca) یک منطقهٔ مسکونی در ترکیه است که در سنان‌پاشا واقع شده‌است.